# Ippodromo di Maia
L'ippodromo di Maia (in tedesco Pferderennplatz Meran) è un impianto sportivo di Merano nella provincia autonoma di Bolzano.

## Storia
Già dal 1896 a Merano, ancora nell'era austro-ungarica si praticò l'ippica; il primo ippodromo infatti risale al 1900, dove vennero organizzate corse in piano e ad ostacoli. Nel 1935 nasce il nuovo grande ippodromo a Maia Bassa, sempre per corse in piano e ad ostacoli. Al giorno d'oggi, l'ultima domenica di settembre si svolge la corsa più importante della stagione, il "Gran Premio di Merano - Großer Preis von Meran". Nel 2019 si è disputato il "80º Gran Premio Merano", sponsorizzato tradizionalmente dalla birreria Forst (Großer Preis Meran-Forst).
L'ippodromo di Merano ospita ogni anno corse molto importanti con una stagione di 25 giornate di corse che va da maggio ad ottobre, peccato che per mancati finanziamenti la manutenzione delle strutture sia un po' trascurata. Nonostante questi problemi tecnici, l'ippodromo di Merano è considerato uno dei più belli d'Europa ed è il principale ippodromo per corse ad ostacoli d'Italia. Sulle sue piste si corrono tutte le più importanti corse "di gruppo" che il calendario italiano offre.
Per la sua posizione "mitteleuropea" è ideale punto di incontro/scontro tra la forma ostacolistica italiana e quella dell'Est e dell'Ovest europeo, con particolare riferimento alla Francia, alla Svizzera, alla Repubblica Ceca, Austria, Germania, Polonia, Slovacchia e Slovenia le cui scuderie di corse ad ostacoli vedono in Merano l'ippodromo dove mandare a correre i loro cavalli più prestigiosi.
I fotografi ufficiali dell'ippodromo di Maia (Foto Press Arigossi) hanno un archivio di foto che copre oltre 50 anni di corse, sfortunatamente le prime foto scattate da Nicola Cirillo, sono andate perdute in un incendio che distrusse il primo archivio.
Dal 1998 esiste una partnership ufficiale con l'ippodromo di Iffezheim nel Baden-Württemberg.
Recentemente nell'ippodromo si sono disputate brevi competizioni con cammelli.

## Sponsor
Fino al 2014 lo sponsor principale dell'ippodromo di Maia è stata la Forst. Dal 2016 prende il suo posto la Provincia autonoma di Bolzano con il marchio Alto Adige/Südtirol.